# Cseppfoltos halción
A cseppfoltos halción (Actenoides lindsayi) a madarak osztályának szalakótaalakúak (Coraciiformes) rendjébe, ezen belül a  jégmadárfélék (Alcedinidae) családjába tartozó faj.

## Rendszerezése
A fajt Nicholas Aylward Vigors ír zoológus írta le 1831-ben, a Dacelo nembe Dacelo lindsayi néven.

## Alfajai
- Actenoides lindsayi lindsayi (Vigors, 1831)
- Actenoides lindsayi moseleyi Steere, 1890[2]

## Előfordulása
A Fülöp-szigetek tartozó Luzon, Catanduanes, Marinduque, Negros és Panay szigetein honos. Természetes élőhelyei a szubtrópusi és trópusi síkvidéki és hegyi esőerdők, valamint vidéki kertek. Állandó nem vonuló faj.

## Megjelenése
Testhossza 26 centiméter.

## Életmódja
Rovarokkal, csigákkal és kisebb gerincesekkel táplálkozik.

## Természetvédelmi helyzete
Az elterjedési területe elég nagy, egyedszáma viszont csökken. A Természetvédelmi Világszövetség Vörös listáján nem fenyegetett fajként szerepel.